# Sichuan Longfor Football Club
Sichuan Xindahai Football Club é um clube semi-profissional de futebol da China. Disputa atualmente a terceira divisão nacional.

## Recentemente
A Associação Chinesa de Futebol removeu nove clubes de suas ligas profissionais na próxima temporada por não pagarem os salários dos jogadores e funcionários.
Os clubes são Sichuan Longfor, Shanghai Shenxin e Guangdong Southern Tigers da segunda divisão do país, e Nanjing Shaye, Fujian Tianxin, Dalian Gigabit, Yinchuan Helanshan, Yanbian Beiguo e Jilin Baijia da terceira divisão.

O CFA disse: “Esses clubes não enviaram, até 3 de fevereiro de 2020, os formulários de confirmação para o pagamento integral de treinadores, atletas e salários e bônus da equipe para a temporada de 2019”